# Мишка, Серёга и я (фильм)
«Мишка, Серёга и я» — советский художественный фильм 1961 года по одноимённой повести Н. Зелеранского и Б. Ларина.

## Сюжет
В одной из московских школ учились три друга: отличник, но трусливый Гарик, озорник Серёга и правдолюбец Мишка. Восьмой «Г» класс, где учились герои, долгое время был без классного руководителя, в нём ухудшилась дисциплина, и учителя прозвали его восьмым «О», что значило «орда», но однажды в этот класс пришёл новый классный руководитель, Геннадий Николаевич Козлов — молодой учитель математики и, как потом случайно выяснилось, чемпион Советского Союза по боксу (Василий Шукшин). Принципиальность и строгость учителя вызывают бурный протест малоуправляемого класса…

## В ролях
- Юрий Козулин — Мишка Сперанский
- Виктор Семёнов — Серёга Иванов
- Валерий Рыжаков — Гарик (Игорь) Верезин
- Василий Шукшин — классный руководитель Геннадий Николаевич Козлов
- Владимир Гусев —  Званцев Григорий Александрович, боксёр
- Александр Лебедев — Василий Марасанов, «Марасан»
- Алла Красовская — Аня Мальцева
- Леонид Смирнов — Гуреев Сашка
- Валерий Пичугин — Синицын

### В эпизодах
- Лидия Драновская — мама Гарика, Елизавета
- Галина Васильева — Катюша, подруга Званцева
- Пётр Любешкин — Вячеслав Андреевич, директор школы
- А. Шорохов
- Ян Янакиев — Алексей Иванович, папа Гарика
- Юрий Чекулаев — врач медкомиссии
- Виктория Чаева — учительница истории
- Борис Романов — электрик
- Пётр Соболевский — учитель, поймавший дравшихся в туалете
- Николай Бурляев — Миронов, пионер из патруля (нет в титрах)

## Съёмочная группа
- Руководитель Второго творческого объединения — Леонид Луков
- Консультант фильма — Действительный член академии педагогических наук РСФСР — профессор Валентина Николаевна Шацкая
- Авторы сценария: Ниссон Зелеранский, Борис Ларин
- Постановка Юрия Победоносцева
- Оператор — М. Бруевич
- Художники: Людмила Безсмертнова, Ирина Захарова
- Композитор — Юрий Левитин
- Звукооператор — К. Амиров
- Режиссёр — З. Данилова
- Редактор — В. Бирюкова
- Директор картины — Г. Балтин